# Gafsa Nord
Gafsa Nord est une délégation tunisienne dépendant du gouvernorat de Gafsa.
En 2004, elle compte 9 407 habitants dont 4 580 hommes et 4 827 femmes répartis dans 1 759 ménages et 2 258 logements.